# Prothema sulawensis
Prothema sulawensis är en skalbaggsart som beskrevs av Hüdepohl 1998. Prothema sulawensis ingår i släktet Prothema och familjen långhorningar. Inga underarter finns listade i Catalogue of Life.